# Pereskia aureiflora
Pereskia aureiflora es una especie de cactus que es un endemismo de Brasil donde se encuentra en la Caatinga, distribuidas por Bahia y Minas Gerais.

## Descripción
Pereskia aureiflora crece con posición vertical  que sobresale por ramas y troncos de hasta 20 centímetros de diámetro. Alcanza alturas de hasta 6 metros. Tiene diferentes tamaños y formas de hojas, que son acosadas, obovadas a elípticas. La lámina de la hoja es de hasta 11 centímetros de largo y de 2 a 3 centímetros de ancho.  La nervadura central sobresale en la parte inferior. Las hasta 3 espinas centrales  en el areola que también pueden estar ausentes, miden de 1 a 3 centímetros de largo. Las flores son terminales, de color amarillo  y alcanzan un diámetro de 4 centímetros.  Los frutos son esféricas  de color rojizo-verdoso a marrón cuando maduran y tienen diámetros de 1-2 centímetros.

## Taxonomía
Pereskia aureiflora fue descrita por   Friedrich Ritter y publicado en Kakteen in Südamerika 1: 22, f. 5. 1979.
Etimología
Pereskia: nombre genérico llamado así en honor a Nicolas-Claude Fabri de Peiresc, botánico francés del siglo XVI, por quien también se nombró a la subfamilia Pereskioideae.
aureiflora: epíteto de las palabras latinas aureus = "oro, dorado" y flora = "flor".

## Más información
- Morfología de los cactus
- Terminología descriptiva de las plantas
- Anexo:Cronología de la botánica
- Historia de la Botánica